# Selva (Santiago del Estero)
Selva is een plaats in het Argentijnse bestuurlijke gebied Rivadavia in de provincie Santiago del Estero. De plaats telt 2.543 inwoners.